# Universidad EIA
La Universidad EIA (avant Escuela de Ingeniería de Antioquia) est une institution privée d'éducation supérieure de Colombie. Elle dispose de l’accréditation institutionnelle de la part du Ministère de l'Éducation nationale selon la résolution 2203 du 30 mars 2010. Elle est située à Envigado, près de Medellín dans le département d'Antioquia.

## Histoire
La Universidad EIA est fondée par une majorité de diplômés de l'ancienne École des mines ou de la Faculté des mines de l'Université nationale de Colombie à Medellín. Durant le second semestre 1976, une tentative est déjà faite pour former une nouvelle Faculté d'Ingénieurs dans la ville de Medellín.
Le 14 février 1978, le groupe des 27 fondateurs signe le document qui inclut l'acte de fondation et les statuts de l'institution.

## Caractéristiques principales
La Universidad EIA est une institution privée d'éducation supérieure, sans but lucratif, dont la mission est la formation intégrale de professionnels dans ses programmes de pregrado et de postgrado, la promotion à la recherche appliquée et l’interaction avec l'environnement.
L'école dispose de deux campus, tous deux situés près de la ville de Medellín, au sud, à Envigado : le premier dans la ville même, réservé principalement aux étudiants de postgrado, l'autre à une demi-heure de la ville, sur la route reliant Las Palmas (es) à l'aéroport international José-María-Córdova. 
Le campus de Las Palmas possède deux cafétérias, une salle de musique, des terrains de sport de plein air et un gymnase. Il est également équipé de nombreux laboratoires réservés aux travaux pratiques.

## Programmes proposés
Pregrado
- Ingénierie administrative
- Ingénierie biologique
- Ingénierie biomédicale
- Ingénierie civile
- Ingénierie environnementale
- Ingénierie financière
- Ingénierie géologique
- Ingénierie industrielle
- Ingénierie informatique
- Ingénierie mécanique
- Ingénierie mécatronique

Postgrado
- Statistiques appliquées
- Projets d'énergie
- Gérance de projets
- Finances corporatives
- Gestion des processus urbains

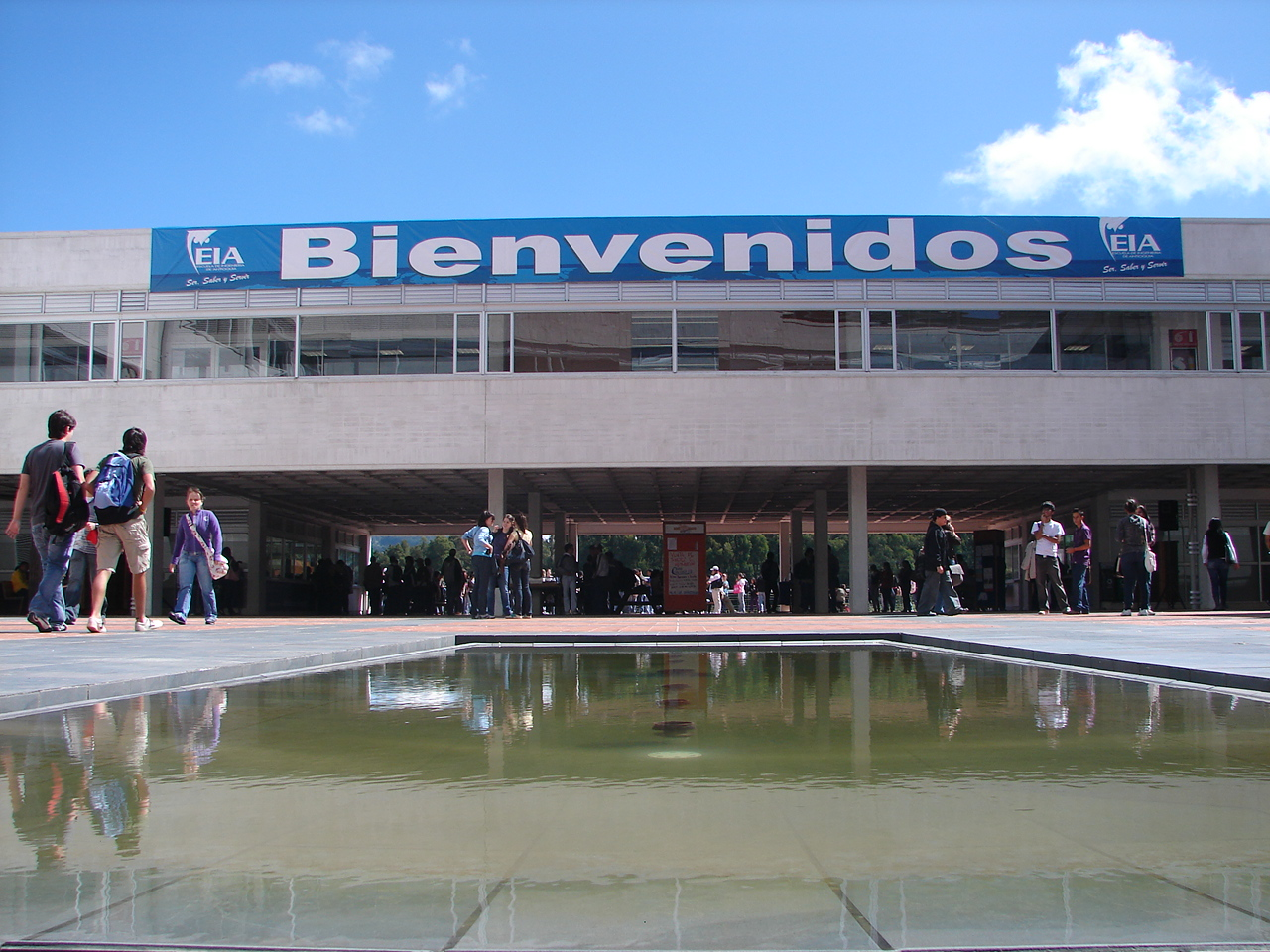
Escuela de Ingeniería de Antioquia (siège de pregrado).

- Gérance de production et de service
- Gérance des marchés globaux
- Maîtrise en commercialisation (en double diplôme avec l'Université de Glasgow en Écosse)
- Maîtrise en ingénierie biomédicale
- Maîtrise en ingénierie industrielle
- Maîtrise en sciences biologiques

## Accords de doubles diplômes
Des accords de doubles diplômes ont été conclus entre la Escuela de Ingeniería de Antioquia et des établissements français d'Enseignement supérieur en 2011 :
- École nationale d'ingénieurs de Tarbes (Ingénierie) ;
- École nationale d'ingénieurs de Metz (Ingénierie).

## Accords d'expériences internationales
Des accords d'expériences internationales ont été conclus entre la Escuela de Ingeniería de Antioquia et l'École centrale d'électronique (ECE), École d'Ingénieurs à Paris.

## Anciens Élèves
- Carlos Mario Oquendo Zabala, sportif professionnel de BMX
- Verónica Escobar, directrice de la planification stratégique chez Optima
- Ricardo Jaramillo[3], vice-président de la banque d'investissement Bancolombia